# Club El Panal
El Club El Panal fue creación de Marcos N. Juárez, y sirvió de activa herramienta político-masónica al juarismo, a la par de asociación festiva de pitucas reuniones sociales.

## Historia

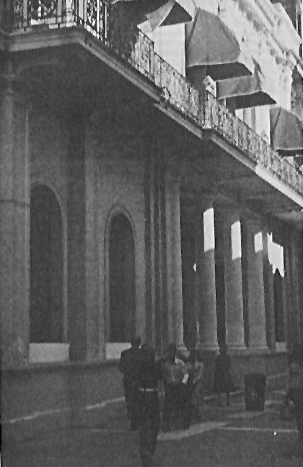
Edificio del Club El Panal en sus años de auge.

El Club El Panal fue una creación de Marcos N. Juárez, cuando estando en su despacho de jefe de policía de la ciudad de Córdoba, es fama que solía agasajar a sus muchos y leales amigos, y en cierta oportunidad decidió solicitarles una contribución mínima (20 centavos) para comprar hielo y panales.
En esa tarde del 10 de enero de 1887 (cumpleaños de Juárez), estaban presentes Antolín Torres, Juan José Pitt, David Ruiz Palacios, Carlos Roldán Vergés, José E. Ahumada y otros amigos juaristas. Como se recolectaron unos 13 pesos, de allí surgió la idea de crear un club social, con fines políticos.
En el cuadro conmemorativo de la fundación de la Sociedad o Club El Panal el 10 de enero de 1887 se encuentran los nombres de los 100 primeros asociados, descubriéndose entre ellos personajes muy influyentes de la época:
Diputados, como Rodolfo Reyna, Paulino Centeno, Diego Chapeaurouge, C. Roldán Vergés, Alejandro Maíz, Teófilo Meana, Ángel Machado, Rodolfo Hernández, Ponciano Vivanco, Cleto del Campillo, Agenor Noroña, José E. Ahumada, Benjamín Domínguez, Dionisio Centeno, Manuel C. Freire, Eulogio Escuti.
Senadores, como Wilfrido Torres, Juan José Pitt, Félix Funes, Felipe Centeno, Antenor Carrera, Belisario N. Ortiz, José R. Ybáñez, Samuel Palacios, Miguel Juárez Celman.
Ministros, como Javier Lazcano Colodrero, Wenceslao Tejerina, José del Viso, Ramón J. Cárcano, José Figueroa Alcorta y Miguel Juárez Celman.
Miembros de la Suprema Corte de Justicia, como Cornelio Moyano Gacitúa y Dámaso Palacios.
Gobernadores de Córdoba, como Marcos N. Juárez (su fundador), Gregorio Y. Gavier, Eleazar Garzón, Donaciano del Campillo, Félix T. Garzón, Ramón J. Cárcano, Miguel Juárez Celman, José Figueroa Alcorta.
Presidentes de la Nación, como los dres. Miguel Juárez Celman y José Figueroa Alcorta.
Resulta evidente entonces la importancia de esta creación de los Juárez, que si bien se originó en una inocente contertulia de amigos, adquirió envergadura y proyección nacional convirtiéndose en efectiva arma política al servicio del Unicato.
Marcos N. Juárez tuvo en su poder todas las decisiones del club, siendo de hecho su director. Tuvo sede propia, amplia y confortable, donde empezó a brillar en la sociedad cordobesa por sus reuniones brillantes, agasajos, espléndidos bailes y recepciones. Poseía servicios de restaurante, café y billar. También biblioteca y pedana de esgrima.
Si bien se cobraba una cuota de ingreso, había que hacer otros aportes, especialmente en las reuniones de juegos a las cartas y dados, donde asemejándose a un garito o a un casino. Marcos N. Juárez obligaba a los jugadores a pagar un precio por asiento, y hasta les quitaba fichas de valor a los socios —especialmente cuando ganaban—, como aporte a la sociedad. Es indudable que sus órdenes eran acatadas sin vacilaciones ni fisuras.
La cuota social fue aumentando proporcionalmente al aumento de prestigio de la entidad. De 1887 a 1890 fue común la salida de trenes expresos desde Buenos Aires, conduciendo a las fiestas de “El Panal” lo más significativo de la sociedad argentina. Su importancia fue tanta que las acciones de “El Panal” se vendían y compraban, los socios las hacían figurar en su haber como un bien cotizado en la Bolsa, y el Banco Provincial las recibía en pago.
Nucleó a lo más selecto del "Juarismo", políticamente opositor de los llamados "Calzonudos", que se reunían en el Club Social, al que Ambrosio Olmos había otorgado personería jurídica.
Es fama que El Panal adquirió tal envergadura que incluso concurrían altas personalidades de la vida nacional, quienes llegaban en tren para deleitarse en sus espléndidas veladas.
Sobre su verdadero carácter se publicó en la prensa opositora que fue un poderoso centro político, como una enorme palanca que, manejada por un nuevo Arquímedes, imprimía movimiento y vida a la política general del país. Forjaba gobernadores, tumbaba situaciones provinciales, hacía ministros, diputados nacionales, senadores al Congreso, y hasta incubaba presidente para la República.
Cabe añadir, que debido a la adhesión a prácticas masónicas de los hermanos Juárez, en el interior del Panal funcionó una logia masónica secreta que tuvo fundamental importancia en la gestación y control de numerosos hechos políticos de su época, saliendo de su interior innumerables directivas que abarcaban toda la política nacional.
Sería obvio abundar en cuál fue su actuación en el juicio político entablado contra el gobernador Ambrosio Olmos, cuando la mayoría de los acusadores pertenecían a la entidad.